# Calligonum ebinuricum
Calligonum ebinuricum là một loài thực vật có hoa trong họ Rau răm. Loài này được N.A.Ivanova ex Soskov mô tả khoa học đầu tiên năm 1969.